# Кофилд (Северна Каролина)
Кофилд (енгл. Cofield) град је у америчкој савезној држави Северна Каролина.

## Демографија
По попису из 2010. године број становника је 413, што је 66 (19,0%) становника више него 2000. године.
| Група             | 2000.       | 2010.       |
| Белци             | 43 (12,4%)  | 32 (7,7%)   |
| Афроамериканци    | 280 (80,7%) | 339 (82,1%) |
| Азијати           | 0 (0,0%)    | 0 (0,0%)    |
| Хиспаноамериканци | 12 (3,5%)   | 14 (3,4%)   |
| Укупно            | 347         | 413         |